# For
El for era un preu regulat obligatori, propi de les edats mitjana i moderna, especialment fixat en productes de primera necessitat o de gran importància social. També podia ser una taxa sobre determinats productes.
Un cas especial de for, i en la pràctica subsistent actualment, era la capacitat dels estats de fixar l'equivalencia obligatoria dels distints tipus valors monetaris en el si del seu sistema monetari, per exemple que 100 centims d'euro, siguin 1 euro, es un exemple d'això. Aquest aspecte era fonamental en el bon funcionament dels sistemes monetaris antics per diversos motius:
- Quan es produïa moneda amb distints metalls, era necessari disposar de valors d'equivalencia obligatori, per tal de tenir seguretat en el canvi.
- La producció monetaria sostreia una part dels seus components per finançar els costos de producció i els beneficis que pogués produir, de tal manera que sempre se li atribuïa un valor superior al valor del metall sense amonedar.

El for era acceptat socialment perque a canvi es produïa una moneda confiable, però si el sistema entrava en crisi, per exemple per deteriorament del model o per increment de preu de les materies primes, es feia necessari modificar el for per mantenir la seva legitimitat i funcionalitat, en cas contrari, les operacions especulatives o l'entrada de moneda estrangera més segura deterioraven encara més la situació.

## Taxa de canvi
Eventualment el terme for, també podia fer referència a la taxa de canvi entre divises de distints sistemes monetaris, que solia tenir prou estabilitat; quan una moneda era d'alt for, significava que el mercat premiava amb un sobrepreu les seves característiques com divisa internacional i sovint això propiciava la seva imitació per part d'altres estats, bons exemples d'això son els grossos tornesos en argent o el florins de Florència i els ducats de Venècia, per l'or.
En l'àmbit de la corona catalano-aragonesa, especialment al Regne de València, es va produir un florent comerç especulatiu de moneda d'or amb Castella consistent en bescanviar florins catalans, de baixa llei però d'alt for, per dobles castellanes, d'alta llei però de baix for. Una vegada adquirides, les dobles eren portades a la seca per ser fuses en florins i comprar amb ells una quantitat superior de dobles que les que s'havien fos, inclòs el cost de l'operació, generant així un cicle de guany amb el simple intercanvi i conversió de divises.